# ميري حسين باشا
ميري حسين باشا (بالتركية الحديثة: Mere Hüseyin Paşa) ـ (أُعدم في يوليو 1624) هو سياسي عثماني من أصول أرناؤوطية (ألبانية)، كان واليًا على مصر بين عامي 1620 و1622، ثم تولى الصدارة العظمى مرتين، الأولى من 13 يونيو إلى 8 أغسطس 1622، والثانية من 5 فبراير إلى 30 أغسطس 1623، إبان حكم السلطان مصطفى الأول. يقال إنه الصدر الأعظم الوحيد في تاريخ الدولة العثمانية الذي لم يكن يجيد التركية.